# Tampere–Pirkkala repülőtér
A Tampere–Pirkkala repülőtér (IATA: TMP, ICAO: EFTP) Finnország egyik nemzetközi repülőtere, amely Tampere közelében található. Éves utasforgalma 168 328 fő (2022).

## Futópályák
A repülőtér futópályái:
- 06/24 (2700 m, 45 m, aszfalt)

## Forgalom
Az utasforgalom az elmúlt években az alábbi módon változott:
| Utasok száma | 194 719 | 266 050 | 304 025 | 632 010 | 628 105 | 657 630 | 412 609 | 230 024 | 222 390 | 168 328 |
|              | 1998    | 2001    | 2003    | 2006    | 2009    | 2011    | 2014    | 2017    | 2019    | 2022    |